# Ode to Joy
Ode to Joy (chino simplificado: 欢乐颂; chino tradicional: 歡樂頌, pinyin: Huan Le Song) es una serie de televisión china transmitida del 18 de abril del 2016 hasta el 10 de junio del 2017 a través de Dragon Television y Zhejiang Television.
La serie está basada en la novela Ode to Joy de A Nai (阿耐).
En abril de 2021, Daylight Entertainment anunció que la serie tendría una tercera temporada titulada "Ode to Joy S3" y que se centraría en cinco nuevos personajes y una nueva historia. También anunciaron que el rodaje estaba programado para empezar en mayo del mismo año. En junio del mismo año se anunció durante una conferencia de prensa realizada por Tencent Video que las actrices Jiang Shuying, Yang Caiyu, Zhang Jianing, Zhang Huiwen y Sun Qian habían sido elegidas como los personajes principales de la tercera temporada.

## Sinopsis
La serie sigue a cinco mujeres modernas: An Di, Fan Shengmei, Qu Xiaoxiao, Qiu Yingying y Guan Ju'er que viven en el piso no.22 de un complejo de apartamentos llamado "Ode to Joy" en Shanghái. Cada una de ellas tiene una personalidad y estilos de vida únicos, así como diferentes antecedentes, que incluyen su edad, estatus social, personalidad y carrera.
Al inicio la relación entre ambas es complicada, sin embargo eventualmente se convierten en muy buenas amigas y vecinas. Juntas navegarán por sus carreras y vidas amorosas, ayudándose a resolver sus problemas, lo que les permitirá convertirse en mujeres más resilientes.

## Reparto

### Personajes Principales[4]
| Actor      | Personaje    | Ocupación  | Nº de episodios | Duración    | Notas |
| ---------- | ------------ | ---------- | --------------- | ----------- | --- |
| Liu Tao    | An Di        | Ejecutiva  | -               | 2016 - 2017 | Es una mujer de 31 años y una ejecutiva de Wall Street que regresa a China en busca de su hermano perdido. A pesar de su inteligencia, no es buena para lidiar con las relaciones. Haber tenido una infancia solitaria, crecido como huérfana y luchado contra un trastorno mental hereditario, constantemente llenan su vida de preocupaciones. |
| Jiang Xin  | Fan Shengmei | Ejecutiva  | -               | 2016 - 2017 | Es una mujer de 30 años y una ejecutiva mayor del departamento de recursos humanos en una empresa extranjera. A pesar de ser una mujer ingeniosa, mundana y de buen corazón, constantemente se enfrenta a extorsiones de su familia, quienes tienen problemas financieros, por lo que le da gran importancia al dinero y a las necesidades superficiales mientras lucha contra sus propias inseguridades. A pesar de comenzar una relación con Wang Baichuan, sus demandas en ocasiones lo afectan. |
| Wang Ziwen | Qu Xiaoxiao  | Empresaria | -               | 2016 - 2017 | Es una joven de 24 años, y la hija de un rico hombre de negocios. Es una joven honesta, atrevida y feroz. Habiendo pasado la mayor parte de su vida sin hacer nada, Xiaoxiao decide comenzar su propio negocio para luchar contra su medio hermano para heredar la riqueza de su padre. Aunque al inicio mantiene u na relación intermitente con Zhao Qiping, finalmente deciden iniciar una relación seria.                                                                                        |
| Yang Zi    | Qiu Yingying | Empleada   | -               | 2016 - 2017 | Es una joven de 23 años y una emplead regular que se muda a Shanghai desde una pequeña ciudad para buscar mejores oportunidades. Yingying es una joven directa y simple, sin embargo su impulsividad la mete constantemente en situaciones difíciles. Cuando conoce a Ying Qin se enamora de él y finalmente se hacen novios. |
| Qiao Xin   | Guan Ju'er   | Pasante    | -               | 2016 - 2017 | Es una joven de 22 años y una pasante de una de las 500 principales compañías mundiales, que se esfuerza por ponerse al día con sus compañeros debido a su inferior formación académica. Ju'er procede de una familia académica, es una joven callada e introvertida, pero gentil. Cuando empieza a trabajar conoce a diferentes personas, que la hacen cuestionar su identidad y aspiraciones. Cuando conoce a Xie Tong se enamora de él y finalmente se hacen novios.                             |

### Personajes Secundarios

#### Parejas
| Actor      | Personaje     | Ocupación      | Nº de episodios | Duración    | Notas |
| ---------- | ------------- | -------------- | --------------- | ----------- | --- |
| Jin Dong   | Tan Zongming  | Empresario     | -               | 2016 - 2017 | Es una figura legendaria en el mundo de los negocios de Shanghai, así como el jefe y mejor amigo de An Di, quien se preocupa por ella y la ayuda a encontrar a su hermano. |
| Yang Shuo  | Bao Yifan     | -              | -               | 2016 - 2017 | Es un heredero rico de segunda generación y el vicepresidente de la compañía de su familia. Aunque por fuera parece ser un hombre frío, en realidad es una persona persistente y seria, tanto en el trabajo como en el amor. Más tarde se convierte en el novio de An Di.                                                                             |
| Zu Feng    | Qi Dian       | CEO            | -               | 2016 - 2017 | Es un astuto y capaz director ejecutivo que construye su carrera desde cero. Qi Dian es una persona cautelosa y en guardia de todas las personas que lo rodean. Ha sido amigo en línea de An Di desde hace mucho tiempo y también es su primer amor, sin embargo debido a que sabe mucho sobre An Di, su relación termina desmoronándose.             |
| Zhang Lu   | Wang Baichuan | Empresario     | -               | 2016 - 2017 | Es un trabajador hombre de negocios que crea una nueva empresa. Ha estado enamorado de Fan Shengmei desde la universidad, por lo que cuando descubre que está soltera decide enamorarla. Baichuan está dispuesto a hacer un esfuerzo adicional por amor, sin embargo las demandas implacables de Shengmei lo hacen sentir insuficiente.               |
| Wang Kai   | Zhao Qiping   | Médico         | -               | 2016 - 2017 | Es el médico en jefe de un hospital de renombre, conocido por su ejemplar formación educativa y su inmaculada actitud de trabajo. Fuera del trabajo muestra una naturaleza carismática y coqueta. Qiping mantiene una relación intermitente con Qu Xiaoxiao, hasta que se da cuenta de que está enamorado de ella y quiere tener una relación formal. |
| Wu Haochen | Ying Qin      | Empleado de TI | -               | 2016 - 2017 | Es un joven hombre sencillo y trabajador, que proviene de la misma ciudad que Qiu Yingying, luego de conocerla poco a poco comienza a enamorarse de ella y luego se convierte en su novio. Sin embargo su visión tradicional sobre las relaciones, pone en riesgo su romance con Yingying, cuando descubre que ella no es virgen.                     |
| Deng Lun   | Xie Tong      | Músico         | -               | 2017        | Es un músic en ascenso que se encuentra en los inicios de sus veintes, quien conoce a Guan Ju'er después de un malentendido entre él y Yingying. Más tarde después de conocer más a Ju'er se enamora de ella y se convierte en su novio. |

#### Familiares
| Actor           | Personaje    | Ocupación | Nº de episodios | Duración    | Notas                                                       |
| --------------- | ------------ | --------- | --------------- | ----------- | ----------------------------------------------------------- |
| Ding Yongdai    | Wei Guoqiang | -         | -               | 2016 - 2017 | Es el padre de An Di.                                       |
| Shi Yunpeng     | Xiao Ming    | -         | -               | 2016 - 2017 | Es el hermano de An Di, quien sufre de un trastorno mental. |
| Zhang Naihua    | -            | -         | -               | 2016 - 2017 | Es el padre de Fan Shengmei.                                |
| Kang Junzhi     | -            | -         | -               | 2016 - 2017 | Es la madre de Fan Shengmei.                                |
| Yue Yang        | -            | -         | -               | 2016 - 2017 | Es el hermano de Fan Shengmei.                              |
| Zhao Qianzi     | -            | -         | -               | 2016 - 2017 | Es la cuñada de Fan Shengmei.                               |
| Yang Yicheng    | Lei Lei      | -         | -               | 2016 - 2017 | Es el sobrino de Fan Shengmei.                              |
| Wang Yongquan   | -            | -         | -               | 2016 - 2017 | Es el padre de Qu Xiaoxiao.                                 |
| Mu Liyan        | -            | -         | -               | 2016 - 2017 | Es la madre de Qu Xiaoxiao.                                 |
| Guo Xiaoran     | Qu Lianjie   | -         | -               | 2016 - 2017 | Es el medio hermano de Qu Xiaoxiao.                         |
| Tan Xihe        | -            | -         | -               | 2016 - 2017 | Es el padre de Guan Ju'er.                                  |
| Liu Mintao      | -            | -         | -               | 2016 - 2017 | Es la madre de Guan Ju'er.                                  |
| Feng Hui        | -            | -         | -               | 2016 - 2017 | Es el padre de Qiu Yingying.                                |
| Yan Jingyao     | -            | -         | -               | 2017        | Es la madre de Qiu Yingying.                                |
| Su Shenghua     | He Yunli     | -         | -               | 2017        | Es el abuelo de An Di, quien fallece.                       |
| Zhang Chenguang | -            | -         | -               | 2017        | Es el padre de Bao Yifan.                                   |
| Juan Zi         | -            | -         | -               | 2017        | Es la madre de Bao Yifan.                                   |
| Chen Jin        | -            | -         | -               | 2017        | Es la madre de Zhao Qiping.                                 |
| Cai Gang        | -            | -         | -               | 2017        | Es el padre de Wang Baichuan.                               |
| Li Xiaoyan      | -            | -         | -               | 2017        | Es la madre de Wang Baichuan.                               |
| Cao Yi          | -            | -         | -               | 2017        | Es el padre de Ying Qin.                                    |
| Yang Kun        | -            | -         | -               | 2017        | Es la madre de Ying Qin.                                    |
| Dai Meihong     | -            | -         | -               | 2016        | Es la madre de An Di.                                       |

### Otros personajes
| Actor          | Personaje    | Ocupación | Nº de episodios | Duración    | Notas |
| -------------- | ------------ | --------- | --------------- | ----------- | --- |
| Zhang Xiaoqian | Yao Bin      | -         | -               | 2016 - 2017 | Es un buen amigo de Qu Xiaoxiao, un joven rico que ama ir de fiesta.                                                   |
| Wang Wenshi    | Lan Lan      | -         | -               | 2016 - 2017 | Es una de las amigas de Qu Xiaoxiao                                                                                    |
| Hu Yijing      | Kong Kong    | -         | -               | 2016 - 2017 | Es una de las amigas de Qu Xiaoxiao.                                                                                   |
| Yu Wentong     | Yan Luming   | -         | -               | 2016 - 2017 | Es uno de los mejores amigos de Tan Zongming.                                                                          |
| Liu Lin        | Xiu Yuan     | Médico    | -               | 2016 - 2017 | Es el Director del Hospital, que ayuda a cuidar a Xiao Ming.                                                           |
| Johnny Chen    | Chen Jiakang | -         | -               | 2017        | Es el admirador de Fan Shengmei.                                                                                       |
| Jin Zehao      | Shu Zhan     | -         | -               | 2017        | Es el casamentero de Guan Ju'er.                                                                                       |
| Lu Ling        | Mrs. Wei     | -         | -               | 2017        | Es la esposa de Wei Guoqiang.                                                                                          |
| Wang Hong      | Lin Jing     | -         | -               | 2016        | Es un compañero de Guan Ju'er, que está enamorado de ella.                                                             |
| Li Kewei       | Liu Siming   | -         | -               | 2016        | Es un empleado de An Di, un hombre descuidado y disperso, que se centra más en invertir en acciones que en el trabajo. |
| Li Shuai       | Guan Dayu    | -         | -               | 2016        | Es un empleado de An Di.                                                                                               |
| Yuan Yuan      | Zhang Lili   | -         | -               | 2016        | Es un empleado de An Di.                                                                                               |
| Sui Yumeng     | Mi Xue'er    | -         | -               | 2016        | Es una interna y compañera de trabajo de Guan Ju'er.                                                                   |
| Zhu Mengyao    | Xiao Ye      | -         | -               | 2016        | Es una interna y compañera de trabajo de Guan Ju'er.                                                                   |
| Chen Muyang    | Chief Bai    | -         | -               | 2016        | Es el engañoso ex-novio y colega de Qiu Yingying.                                                                      |
| Li Xueting     | Ah Guan Nan  | -         | -               | 2016        | Es una antigua compañera de clase de Qu Xiaoxiao. Busca seducir a Qi Dian e incriminar falsamente a An Di.             |
| Wei Wei        | Xiao Nan     | -         | -               | 2016        | Es un deudor que roba las facturas del Hospital de Fan Shengmei.                                                       |

## Episodios
La serie está conformada por 2 temporadas y emitió 97 episodios, emitidos todos los días a las 19:30hrs.
- La primera temporada fue transmitida del 8 de abril del 2016 hasta el 10 de mayo del 2016 y emitió 42 episodios.[6]
- Mientras que la segunda temporada fue emitida del 11 de mayo del 2017 al 10 de junio del 2017 mismo año y estuvo conformada por 55 episodios.[7][8]

## Música
La banda sonora de Ode to Joy OST de la serie está confirmada por 29 canciones: 12 canciones durante la primera temporada y 17 canciones en la segunda temporada:
La canción de inicio de la serie fue "Ode to Joy, mientras que la música de cierre fue "There Will Be Happiness Waiting for You" (总有幸福在等) canción interpretada por a Liu Tao, Jiang Xin, Wang Ziwen, Yang Zi y Qiao Xin durante la primera temporada y "Us" (我们) interpretada por Liu Tao, Jiang Xin, Wang Ziwen, Yang Zi y Qiao Xin durante la segunda temporada.

### Primera Temporada
| No. | Intérprete (es)                                    | Canción                                                    | Notas               |
| --- | -------------------------------------------------- | ---------------------------------------------------------- | ------------------- |
| 1   | Liu Tao                                            | "Can't Say It Aloud" (说不出口)                            |                     |
| 2   | Jiang Xin                                          | "Cinderella" (灰姑娘)                                      |                     |
| 3   | Wang Ziwen                                         | "I Want You" (我要你)                                      |                     |
| 4   | Yang Zi                                            | "More Fragrant Than Flowers" (开的比花香)                  |                     |
| 5   | Qiao Xin                                           | "Breaking out of the Cocoon" (破茧)                        |                     |
| 6   | Zu Feng                                            | "Staying By Your Side" (陪你左右)                          |                     |
| 7   | Zu Feng                                            | "Air" (空气)                                               |                     |
| 8   | Yang Shuo                                          | "You and Me" (你我)                                        |                     |
| 9   | Zhang Jiang                                        | "Love Begins Like This" (爱情这样开始)                     |                     |
| 10  | Zhang Jiang                                        | "Ode to Joy" (欢乐颂)                                      |                     |
| 11  | Zhang Jiang                                        | "Array of Stars" (繁星)                                    |                     |
| 12  | Liu Tao, Jiang Xin, Wang Ziwen, Yang Zi & Qiao Xin | "There Will Be Happiness Waiting for You" (总有幸福在等你) | (canción de cierre) |

### Segunda Temporada
| No. | Intérprete (es)                                    | Canción                                         | Notas                     |
| --- | -------------------------------------------------- | ----------------------------------------------- | ------------------------- |
| 1   | Liu Tao, Jiang Xin, Wang Ziwen, Yang Zi & Qiao Xin | "Us" (我们)                                     |                           |
| 2   | Liu Tao                                            | "The Feeling of Home" (家的滋味)                | (canción de An Di)        |
| 3   | Liu Tao                                            | "Meeting Love" (遇到爱)                         | (canción de An Di)        |
| 4   | Jiang Xin                                          | "Not Afraid to be Alone" (不怕一个人)           | (canción de Fan Shengmei) |
| 5   | Wang Ziwen                                         | "I'm Cute, You're Handsome" (我管可爱你管帅)    | (canción de Qu Xiaoxiao)  |
| 6   | Yang Zi                                            | "Earthworm" (蚯蚓)                              | (canción de Qiu Yingying) |
| 7   | Qiao Xin                                           | "I Want To Be Your Crazy Girl" (想做你的瘋女孩) | (canción de Guan Ju'er)   |
| 8   | Yang Shuo                                          | "Don't Hide When I Kiss You" (吻你之时别再躲)   | (canción de Bao Yifan)    |
| 9   | Deng Lun                                           | "Love What I Love" (愛我所愛)                   | (canción de Xie Tong)     |
| 10  | Milk Coffee                                        | "Curry Curry" (咖哩咖哩)                        |                           |
| 11  | Aska Yang                                          | "Night Has Fallen" (天已黑)                     |                           |
| 12  | Deng Lun & Li Yang                                 | "Night Has Fallen" (天已黑)                     | (segunda versión)         |
| 13  | Xu Hebin                                           | "Music Brings Me Relief" (音樂帶我解脫)         |                           |
| 14  | Dongdong Dong                                      | "I Only Want You" (只要你一個)                  |                           |
| 15  | Xu Hebin                                           | "Fly Against the Light" (逆光飛翔)              |                           |
| 16  | Quan Zhendong                                      | "Wrong Love" (錯愛)                             |                           |
| 17  | Su Lisheng                                         | "Let Slip" (錯過)                               |                           |

## Premios y Nominaciones
| Año  | Categoría                              | Premio                                                       | Nominada (o)                                       | Resultado |
| ---- | -------------------------------------- | ------------------------------------------------------------ | -------------------------------------------------- | --------- |
| 2018 | Best Actress                           | 29th China TV Golden Eagle Award                             | Liu Tao                                            | Nominada  |
| 2018 | Best Actress                           | 29th China TV Golden Eagle Award                             | Yang Zi                                            | Nominada  |
| 2018 | Outstanding Actress                    | 31st Flying Apsaras Award                                    | Liu Tao                                            | Nominada  |
| 2018 | Outstanding Actress                    | 31st Flying Apsaras Award                                    | Jiang Xin                                          | Nominada  |
| 2018 | Outstanding Television Series (Modern) | 31st Flying Apsaras Award                                    | "Ode to Joy"                                       | Ganó      |
| 2017 | Best Actress                           | 8th Macau International Television Festival                  | Liu Tao                                            | Nominada  |
| 2017 | Best Supporting Actress                | 8th Macau International Television Festival                  | Wang Ziwen                                         | Nominada  |
| 2017 | Best Actress                           | 23rd Shanghai Television Festival                            | Liu Tao                                            | Nominada  |
| 2017 | Best Actress                           | 23rd Shanghai Television Festival                            | Jiang Xin                                          | Nominada  |
| 2017 | Best Supporting Actress                | 23rd Shanghai Television Festival                            | Wang Ziwen                                         | Nominada  |
| 2017 | Best Supporting Actress                | 23rd Shanghai Television Festival                            | Yang Zi                                            | Nominada  |
| 2017 | Best Supporting Actor                  | 23rd Shanghai Television Festival                            | Jin Dong                                           | Nominado  |
| 2017 | Best Director                          | 23rd Shanghai Television Festival                            | Kong Sheng y Jian Chuanhe                          | Nominados |
| 2017 | Best Writing                           | 23rd Shanghai Television Festival                            | Yuan Zidan                                         | Nominado  |
| 2017 | Best Television Series                 | 23rd Shanghai Television Festival                            | "Ode to Joy"                                       | Nominado  |
| 2017 | Best Actress                           | 22nd Huading Award                                           | Liu Tao                                            | Nominada  |
| 2017 | Best Actress (Contemporary)            | 22nd Huading Award                                           | Jiang Xin                                          | Nominada  |
| 2017 | Best Supporting Actress                | 22nd Huading Award                                           | Wang Ziwen                                         | Nominada  |
| 2017 | Best Supporting Actor                  | 22nd Huading Award                                           | Zu Feng                                            | Nominado  |
| 2017 | Best Director                          | 22nd Huading Award                                           | Kong Sheng y Jian Chuanhe                          | Nominados |
| 2017 | Best Screenwriter                      | 22nd Huading Award                                           | Yuan Zidan                                         | Nominado  |
| 2017 | Top 10 Television Series               | 22nd Huading Award                                           | "Ode to Joy"                                       | Ganó      |
| 2017 | Audience's Favorite Quality Star       | 2nd China Quality Television Drama Ceremony                  | Liu Tao                                            | Ganó      |
| 2017 | Quality Ensemble of the Year           | 2nd China Quality Television Drama Ceremony                  | Liu Tao, Jiang Xin, Wang Ziwen, Yang Zi y Qiao Xin | Ganaron   |
| 2017 | Most Improved Actors of the Year       | 2nd China Quality Television Drama Ceremony                  | Wang Ziwen y Yang Shuo                             | Ganaron   |
| 2017 | Quality Producer of the Year           | 2nd China Quality Television Drama Ceremony                  | Hou Hongliang                                      | Ganó      |
| 2017 | Audience Favorite TV Series            | 2nd China Quality Television Drama Ceremony                  | "Ode to Joy"                                       | Ganó      |
| 2017 | Quality Drama Example of the Year      | 2nd China Quality Television Drama Ceremony                  | "Ode to Joy"                                       | Ganó      |
| 2017 | Outstanding Television Series          | 11th National Top-Notch Television Production Award Ceremony | "Ode to Joy"                                       | Ganó      |
| 2016 | Best Television Series                 | 7th Macau International Television Festival                  | "Ode to Joy"                                       | Ganó      |

## Producción
Fue creada por Shanghai Media Group, dirigida por Kong Sheng, Jian Chuanhe (简川訸) y Zhang Kaizhou (张开宙), y escrita por Yuan Zidan (袁子弹). Mientras que la producción estuvo a cargo de Hou Hongliang (侯鸿亮).
Contó con el apoyo de las compañías de producción "Shandong Film & TV Production Co.,Ltd"  durante la primera temporada y por "Daylight Entertainment Television Ltd durante la primera y segunda temporadas.
La segunda temporada comenzó a filmarse el 27 de septiembre del 2016 en Shanghái, China y finalizó el 9 de enero del 2017.
La serie fue distribuida por Daylight Entertainment Television Ltd.

### Recepción
A su estreno la serie recibió críticas positivas por parte de los críticos. People's Daily consideró la serie como "un nuevo estilo de drama moderno" que da importancia a las mujeres. La serie también ha sido elogiada por romper con la naturaleza el tema de "dulzura" de los dramas de televisión que a menudo presentan una figura protagonista como de "Cenicienta", pura y de buen corazón, así como por inyectar una nueva oportunidad de vida en la industria del drama televisivo nacional.
Siendo comparada como la versión china de la serie Sex and the City, el drama también ha sido elogiado por sus historias realistas y personajes con los que los espectadores pueden empatizar. Sohu, mencionó que la serie revela las dificultades que existen debajo de la superficie de la brillante vida del metro, mientras que explora los diferentes peldaños sociales.
Otro de los factores señalados del éxito de la serie, fue la alta calidad de producción que muestran los desarrollos modernos de China. 
Sin embargo la serie también ha sido criticada por alentar el culto a la riqueza y llevar al público a sumergirse en un mundo de pura ilusión y materialista, también provocó una acalorada discusión sobre la "obsesión virgen" en las plataformas de redes sociales. La segunda temporada fue criticada por su argumento repetitivo, obteniendo una calificación de 5.3 en Douban.
Comercialmente el drama es un éxito entre los televidentes nacionales y extranjeros. Para diciembre del 2016 la primera temporada de la serie había recibido 18.3 mil millones de visitas, convirtiéndose en el drama contemporáneo más visto en China, antes de ser superado por la exitosa serie china Love O2O. El número total de visitas en YouTube también alcanzó más de 50 millones, superando el récord establecido previamente por las populares series chinas Nirvana in Fire y Princess Agents. La segunda temporada del drama, también obtuvo un éxito comercial, con más del 1% de audiencia en China y un gran seguimiento de televidentes internacionales.

### Distribución Internacional
| País      | Cadena | 1.ª temporada                                                                    | 2.ª temporada                                 |
| --------- | --- | -------------------------------------------------------------------------------- | --------------------------------------------- |
| China     | Dragon Television Zhejiang Television Shandong Television Jiangxi Television Guangdong Television Southeast Television | 18 de abril de 2016 24 de mayo de 2016 27 de junio de 2016 27 de junio de 2017 - | 11 de mayo de 2017 - 19 de febrero de 2018    |
| Hong Kong | TVB | 21 de enero de 2018                                                              | 17 de mayo de 2018                            |
| Malasia   | NTV7 (Astro 107) 8TV (Astro 708) Astro Quan Jia HD (Astro 308)                                                         | 27 de octubre de 2016 8 de julio de 2017 -                                       | - 24 de abril de 2017                         |
| Singapur  | Jia Le Channel (Singtel TV 502)                                                                                        | 1 de septiembre de 2016                                                          | 25 de septiembre de 2017                      |
| Sri Lanka | Rupavahini | 8 de mayo de 2018                                                                | -                                             |
| Taiwán    | Videoland ON TV ELTA Drama                                                                                             | 21 de septiembre de 2016 6 de octubre de 2016                                    | 27 de septiembre de 2017 2 de octubre de 2017 |